# Launeddas

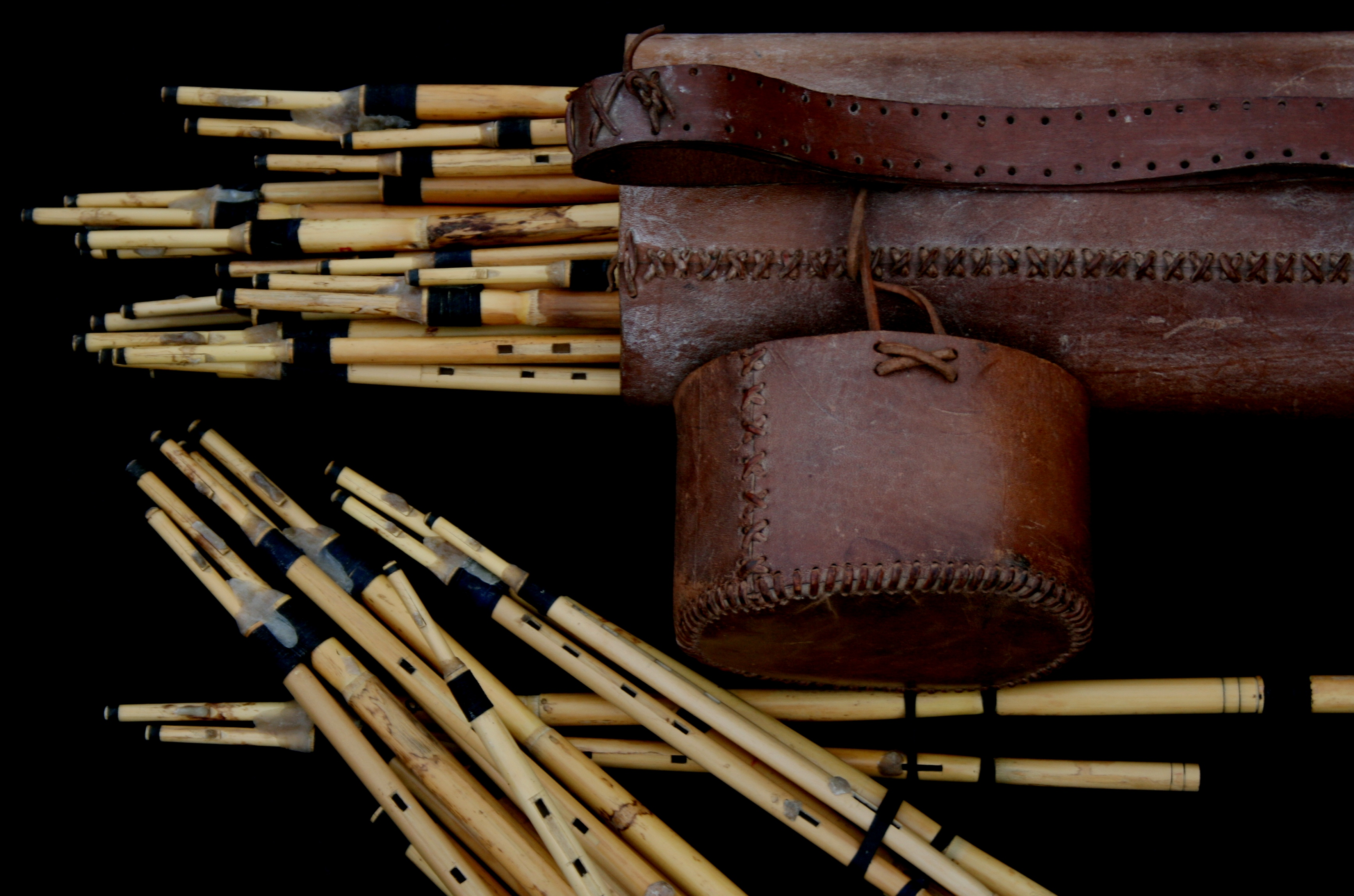
Quelques échantillons de launeddas

La launeddas ou konsertu est un instrument à vent que l'on trouve en Sardaigne. C'est une clarinette polyphonique à triples tuyaux et à anche simple. Des instruments du même type, aux techniques similaires, sont présents en Afrique septentrionale et au Moyen-Orient, révélant les contacts et les échanges réciproques et anciens des Sardes avec ces régions. L’emploi de la launeddas actuelle est attesté depuis le XIXe siècle, mais des miniatures du XIIIe siècle en présentent une très proche variante (il est possible qu'une statuette vieille de 3 000 ans la représente aussi). De par sa structure et sa production sonore, elle s'apparente aussi à une cornemuse dont le "réservoir" serait les poumons du musicien.

## Facture
Elle est composée de trois sections distinctes en roseau couplées pour former un seul instrument :
- La première canne est la basse (basciu ou tumbu) ; c’est la plus longue et elle est dépourvue de trou de jeu. C'est un bourdon.
- La seconde canne (mancosa manna), a pour fonction de produire les notes d’accompagnements à la main gauche et est liée à la première canne, pour former la croba.
- La troisième canne (mancosedda) est indépendante par rapport aux deux précédentes, et elle a pour fonction de produire les notes de la mélodie.

Sur la mancosa et sur la mancosedda sont sculptés quatre trous à distances préétablies. Un cinquième (rectangulaire) est fait dans la partie terminale des cannes produisant l'octave du bourdon.

Il existe divers types de launeddas dont les principaux sont : 
- Punt'e organu
- Fiorassiu (en Si♭)
- Mediana  (en Do)

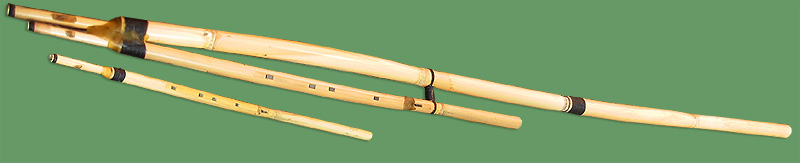
Launeddas

À partir de ces trois types, on peut en trouver plusieurs sous-types:
- Fiuda bagadia
- Tzampognia
- Spinellu
- Contrappuntu
- Su para et sa mongia
- Frassettu

## Jeu
Cet instrument original se joue en utilisant la technique de respiration circulaire en solo ou en duo.
Les occasions d’utilisations pouvaient être laïques (danse) ou religieuses (procession, mariage). Il est probable qu’il était utilisé lors de rituels magiques.

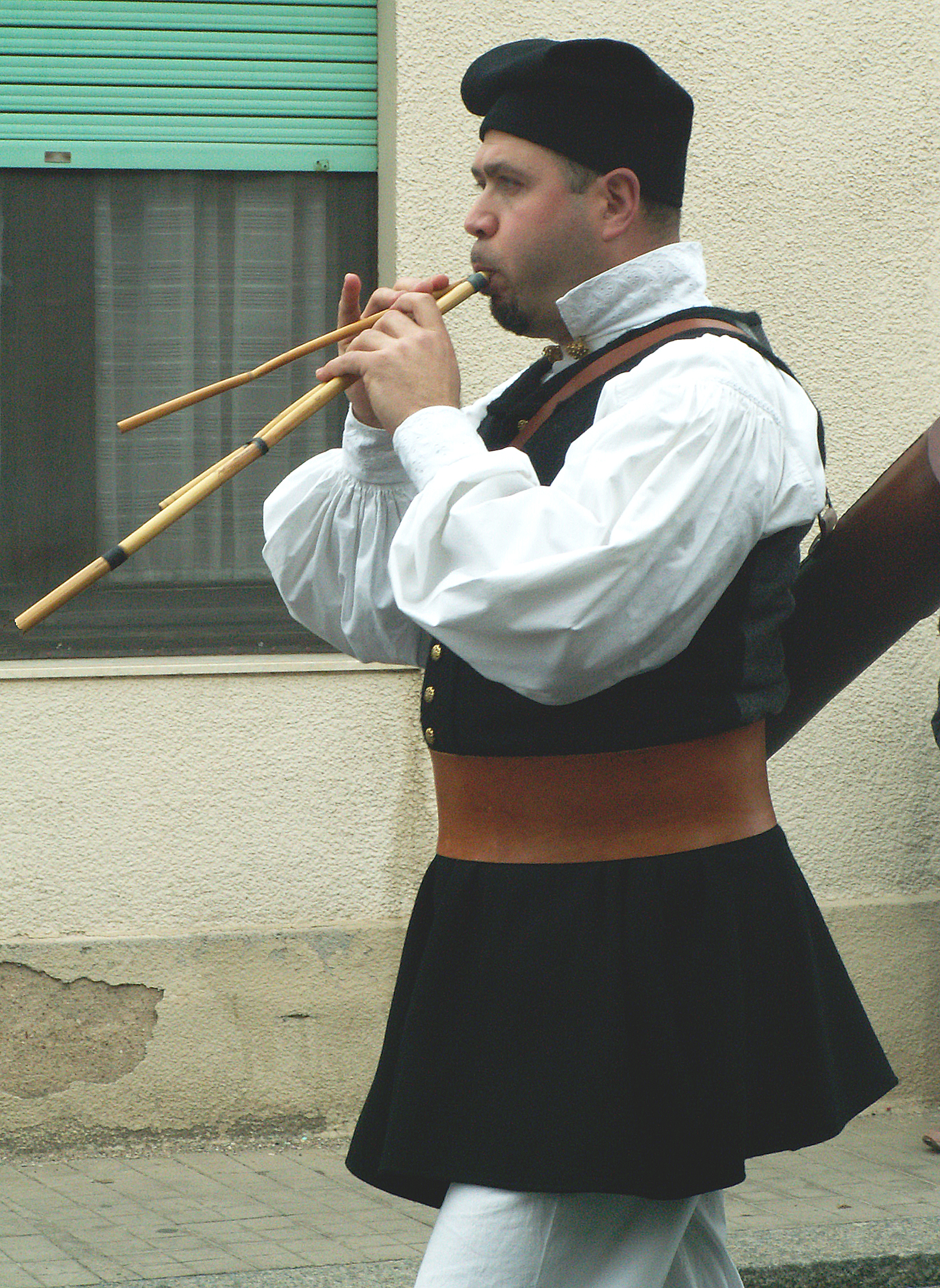
Joueur de launeddas

Principaux joueurs de launeddas par régions :
Sarrabus
- Agostino Vacca
- Efisio Melis - Villaputzu (1890-1970)
- Antonio Lara - Villaputzu (1886-1979)
- Aurelio Porcu - Villaputzu
- Felicino Pili - Villaputzu (1910-1982)
- Luigi Lai - San Vito
- Andrea Pisu - Villaputzu (1984)
- Giancarlo Seu - Villaputzu

Trexenta
- Beppi Sanna
- Francischeddu Sanna
- Dionigi Burranca - Samatzai

Campidano de Cagliari
- Giovanni Pireddu
- Pasqualino Erriu

Campidano de Oristano
- Giovanni Casu - Cabras

## Liens
- (en + it) Exposé général
- Isorta.com
- LauneddasWorld.com - Su giassu web de is launeddas e de sa musica de sa Sardigna